# اسماعیل رفیعیان
اسماعیل رفیعیان (زادهٔ ۱۳۰۲ در مرند، درگذشتهٔ ۱۲ تیر ۱۳۸۷ در تبریز)، چهرهٔ ادبی و نمایندهٔ دورهٔ اول از حوزهٔ انتخابیهٔ مرند در استان آذربایجان شرقی بوده است.
او یک شخصیت ملی و میهن‌پرست شمرده می شد. سال ها به عنوان استاد دانشگاه آزاد اسلامی واحد تبریز و قائم مقام دانشگاه آزاد اسلامی منطقه شمال غرب بود. قبر او در قبرستان باغ رضوان مرند می باشد.

## آرای مأخوذه
اسماعیل رفیعیان در سال ۱۳۵۸ با کسب ۲۶۰۰۹ رای از مجموع ۵۱۳۱۸ رای معادل ۵۱/۷٪ آرا به مجلس اول راه پیدا کرد.